# Zebra Katz
Ojay Morgan (né en 1987), mieux connu sous le nom de Zebra Katz, est un rappeur, producteur et auteur-compositeur américano-jamaïcain basé à Berlin. Il a collaboré avec des artistes tels que Busta Rhymes et Gorillaz. Le créateur de mode Rick Owens a utilisé sa chanson Ima Read pour son défilé à la Fashion Week de Paris en 2012.
Morgan s'identifie comme queer.

## Carrière

### Style musical
Tout au long de sa carrière, Ojay Morgan s'est ouvertement insurgé contre le terme de « rap queer », inventé par Pitchfork et d'autres publications pour classer la musique de Zebra Katz et d'artistes comme Mykki Blanco ou encore Le1f. Il ajoute que si l'on omettait sa sexualité, il serait tout simplement qualifié de « rappeur ».

### Ima Read
Bien qu'il n'ait pas d'attachement personnel fort avec le voguing, Morgan dit que ce mouvement s'est imposé à lui comme un moyen de créer un contexte pour le single Ima Read. Le lien entre le voguing et sa chanson a été alimenté par le 20e anniversaire du film documentaire sur la ball culture, Paris is Burning, ainsi que la popularisation du voguing en 2012. Cela dit, Ojay Morgan est un amateur de culture ball et de voguing : il s'est produit au GMHC House of Latex Ball 2012, soutient le fondateur de House of Vogue, DJ MikeQ, et est un membre fondateur de la House of Ladosha. 

### Less is Moor
Inspiré par James Baldwin, Grace Jones, Nina Simone et Little Richard, le premier album de Zebra Katz, Less Is Moor (2020), rend hommage à l'approche minimaliste souvent exigée des artistes de couleur. Morgan clarifie cela en disant que les personnes non-blanches sont généralement censées être plus ingénieuses que leurs homologues blancs.
La création de l'album Less Is Moor a commencé alors que Morgan étudiait au Eugene Lang College of Liberal Arts de la New School. Son projet de thèse, « Moor Contradictions », était une performance mettant en vedette des monologues et des raps - dont Ima Read - de différents personnages créés par Ojay Morgan. Parmi ces personnages se trouve Zebra Katz, qui, selon lui, a été formé à la suite de sa thèse sur l'obsession de l'identité. Depuis lors, Morgan se bat contre les différentes étiquettes et catégories créées par son ceux qui l'entourent.
Le titre de l'album est inspiré du peuple maure, moor en anglais. 

## Discographie

### Albums
| 1.  | INTRO TO LESS   | 2:22 |
| 2.  | ISH             | 3:29 |
| 3.  | LOUSY           | 2:46 |
| 4.  | BLUSH           | 2:11 |
| 5.  | IN IN IN        | 3:18 |
| 6.  | ZAD DRUMZ       | 2:59 |
| 7.  | MONITOR         | 1:40 |
| 8.  | MOOR            | 2:24 |
| 9.  | NECKLACE        | 1:55 |
| 10. | SLEEPN          | 3:17 |
| 11. | NO 1 ELSE       | 2:17 |
| 12. | UPP             | 3:13 |
| 13. | BEEN KNOWN      | 2:28 |
| 14. | LICK IT N SPLIT | 3:00 |
| 15. | EXIT 2 VOID     | 1:43 |

### Mixtapes
- Champagne (2012)
- DrkIng (2013)

### EPs
- Winter Titty (2012) (with Boyfriend)
- Tear the House Up: Remixes (2014) (with Hervé (chanteur))
- 1 Bad Bitch: Remixes (2014) (with Ten Ven + Ripley)
- Nu Renegade (2015) (with Leila)

### Singles
- Ima Read (2013)
- Tear the House Up (2014) (with Hervé)
- Hello Hi (2016)
- Blk & Wht (2017)
- In In In (2019)
- Lousy (2019)
- Ish (2020)
- Upp (2020)

### Collaborations
- Tanika – Thoughts of Love de Thoughts of Love (2013)
- Kura – Our Sun de Our Sun (2015)
- Gorillaz – Sex Murder Party, The Apprentice, et Out of Body de Humanz (2017)